# ひろお水族館
ひろお水族館（ひろおすいぞくかん）は、かつて北海道広尾郡広尾町に存在した水族館である。

## 歴史
- 1980年（昭和55年）5月3日に「シーサイドパーク広尾」内にオープン。遊園地や海洋レストハウスなどが併設されていた。
- 道東の太平洋側にある唯一の水族館で、財団法人広尾青少年教育協会が運営していた。アザラシ保護に積極的に取り組んできた施設でアザラシファンに結構知られている。また、アシカのミミちゃんのお絵かきショーが全国的な話題となった。
- ノルウェーの国立ベルゲン水族館との姉妹提携を行い、これをきっかけとしてノルウェーとの親善事業を開始し1984年からはオスロ市長からサンタランドの認定を受け、これを期にサンタランドとしての町おこし事業を展開している[1]。
- 1988年（昭和63年）の入場者は、同年夏に十勝海洋博覧会が開催されていたため40万人もの人出で賑わっていたが、1990年代に入ると各地でリゾート開発が進んだこと、他の娯楽施設との競合もあり入園者数は低迷、2005年（平成17年）11月3日で遊園地・海獣館とともに営業を終えた[2]。
- 閉館後、老齢のため他施設等への移動が不可能なアザラシを残し、町の魚類飼育試験施設に転用されマス等の養殖試験に用いられている[3][4]。